# Podwysokie (województwo lubelskie)
Podwysokie – wieś w Polsce położona w województwie lubelskim, w powiecie zamojskim, w gminie Skierbieszów.
W latach 1975–1998 miejscowość położona była w województwie zamojskim.
Wieś jest sołectwem w gminie Skierbieszów. Według Narodowego Spisu Powszechnego z roku 2011 wieś liczyła 139 mieszkańców.
Wierni Kościoła rzymskokatolickiego należą do parafii Wniebowzięcia Najświętszej Maryi Panny w Skierbieszowie.

## Części wsi
| SIMC    | Nazwa   | Rodzaj    |
| ------- | ------- | --------- |
| 1026556 | Góra    | część wsi |
| 0898716 | Kolonia | część wsi |
| 0898722 | Olendry | część wsi |

## Historia
Pierwsza wzmianka o wsi pochodzi z 1720 r., kiedy wraz z Nowosiółkami należała do sukcesorów Wolińskiego. Podwysokie wchodziło w skład dóbr Hajowniki. W 1796 r. od Andrzeja Zielińskiego dobra Hajowniki kupił Antoni Romanowski. Spis z 1827 r. odnotował wieś w powiecie krasnostawskim. W XX wieku prawosławni założyli we wsi cmentarz grzebalny, czynny do I wojny światowej. Następnie użytkowali go polskokatolicy, do chwili utworzenia parafii, aż do lat 40.
Według spisu z 1921 wieś liczyła 55 domów i 342 mieszkańców. W 1944 r. Niemcy spalili wieś.